# Uroxys peruanus
Uroxys peruanus là một loài bọ cánh cứng trong họ Bọ hung (Scarabaeidae).